# Pseudophasma blanchardi
Pseudophasma blanchardi är en insektsart som först beskrevs av John Obadiah Westwood 1859.  Pseudophasma blanchardi ingår i släktet Pseudophasma och familjen Pseudophasmatidae. Inga underarter finns listade i Catalogue of Life.